# Angelo Paino
Angelo Paino (Santa Marina Salina, 21 giugno 1870 – Messina, 29 luglio 1967) è stato un arcivescovo cattolico italiano, 106º arcivescovo di Messina.

## Biografia

### I primi anni
Nato a Santa Marina Salina il 21 giugno 1870 da Onofrio e Anna De Stefano, laureato in teologia e in utroque iure a Napoli, ed in filosofia presso la Pontificia Accademia di San Tommaso in Roma, fu ordinato sacerdote il 16 settembre 1894. Il suo maestro Privitera alla tesi di laurea disse: "Angelus, de Angelis, angelice locutus est". Fu quindi professore di teologia a Napoli, canonico teologo nella Cattedrale di Anglona e Tursi, rettore del seminario di Anglona e, poi, di Trapani.

### Episcopato
Eletto vescovo di Lipari il 12 luglio 1909 da papa Pio X all'età di soli 38 anni, fu consacrato ad Acireale il 25 luglio 1909 e prese canonico possesso della diocesi il 22 agosto 1909. Nell'ottobre del 1916, su richiesta dell'arcivescovo D'Arrigo, fu nominato, sub secreto, vescovo ausiliare di Messina, governando la diocesi di Lipari dal capoluogo. Il 10 gennaio 1921 fu eletto arcivescovo titolare di Antinoe e coadiutore con diritto di successione di mons. Letterio D'Arrigo Ramondini. Quindi, il 22 dicembre 1922, fu eletto vicario capitolare, il 10 febbraio 1923 la sua nomina ad arcivescovo metropolita di Messina e archimandrita del Santissimo Salvatore fu confermata dalla Sede Apostolica con bolla di papa Pio XI e il 3 marzo dello stesso anno prese canonico possesso dell'arcidiocesi di Messina.
Fu assistente al Sacro Soglio e resse l'arcidiocesi sino al 7 marzo 1963, giorno in cui furono accolte le dimissioni presentate per l'età avanzata. Di conseguenza fu trasferito alla sede arcivescovile titolare di Serre.

### La morte

Angelo Paino

Decano dei vescovi del cattolicesimo, si spense nel Seminario Arcivescovile di Messina il 29 luglio 1967 all'età di 97 anni, dopo aver invocato sulla sua diocesi e sui suoi figli l'intercessione della Beata Vergine Maria della Sacra Lettera. Il suo ricordo resterà perenne, avendo egli guidato la ricostruzione e la rinascita di Messina prima dalle macerie del terremoto del 1908 (si pensi alla ricostruzione del campanile e alla commissione per l'orologio astronomico) e poi dalle rovine della seconda guerra mondiale, e avendo lasciato una notevole eredità di imprese. Per quelle materiali resterà, come disse il suo successore mons. Fasola in occasione delle solenni esequie celebrate alla presenza di numerosi vescovi e arcivescovi, "perenne il linguaggio delle pietre" e dell'arcivescovo Paino, ai posteri, parleranno a lungo anche le pietre.

## Operato
L'arcivescovo Paino agì sempre secondo il suo motto: "In Fortitudine Pax". Istituì nella diocesi eoliana ben 16 parrocchie e rivendicò, senza tuttavia ottenere risultati positivi, la proprietà della mensa vescovile (secondo una donazione del conte Ruggero dell'XI secolo) sulle cave della pomice. Rilevò tutti gli obblighi degli enfiteuti verso la chiesa di Lipari e creò, con il suo personale contributo, un ospedale-ospizio nella stessa città di Lipari. Lasciando Lipari, donò la sua casa paterna alla parrocchia di Santa Marina Salina, e costituì una borsa di studio in favore dei chierici della sua città.

### Arcivescovo ricostruttore
A Messina Paino si guadagnò gli appellativi di "Arcivescovo ricostruttore" e  "Muratore di Cristo".
Sono dovute a lui, dopo il Terremoto del 1908, la riedificazione ex novo di 132 chiese, il restauro e l'ampliamento di altre 72 chiese, nonché la costruzione di 132 case canoniche, di 7 istituti d'istruzione media e superiore, 12 grandi istituti di beneficenza e assistenza, 10 asili infantili, 2 biblioteche, 2 seminari. A ciò bisogna aggiungere la colonna votiva del porto di Messina, su cui si staglia l'immagine benedicente della Madonna della Lettera, patrona della città e dell'arcidiocesi, il sacrario e la campana del caduti di Cristo Re, la Concattedrale del SS. Salvatore, affidata alla Congregazione dei Salesiani e la Cattedrale di Messina, che oggi ne ospita le spoglie mortali, ricostruita per ben due volte a seguito sia dei danni del terremoto del 1908 e dei bombardamenti bellici del 1943 che la incendiarono completamente, ed elevata per lui al rango di basilica minore da papa Pio XII.
A lui si deve anche la costruzione del Duomo di San Sebastiano, nella vicina città di Barcellona Pozzo di Gotto, la più grande chiesa della provincia, seconda solo alla cattedrale del capoluogo messinese, e fregiata anch'essa del titolo di basilica minore nel 1992 da papa Giovanni Paolo II.

### Mecenatismo e carità pastorale
Angelo Paino fu anche grande mecenate, tanto da rimanere esempio alla pari dei più illustri pontefici e vescovi nella tradizione della Chiesa. Dei suoi interventi beneficiarono anzitutto l'Università di Messina: declassata ad ateneo di seconda classe, per il quale lo Stato concedeva un misero contributo, grazie alla sua tenacia tornò agli splendori e alla fama delle origini. Di tale impegno l'Ateneo di Messina gli rese omaggio conferendogli la laurea honoris causa in filosofia, l'11 agosto 1948, con voto unanime del Senato Accademico, essendo Magnifico Rettore Gaetano Martino.
Seguì, poi, l'impegno perché la biblioteca Neviani, composta allora da 4000 volumi e 12000 opuscoli, rimanesse agli studiosi messinesi come in origine l'aveva destinata il prof. Neviani donandola all'Accademia Peloritana, scongiurando il rischio che venisse venduta agli americani.
Anche la Corte d'Appello deve il suo rientro a Messina alle istanze dell'arcivescovo Paino presso l'on. Matteo Gentili.
Va ricordato anche il progetto, poi sfumato a seguito della vendita delle opere per finanziare le innumerevoli iniziative caritatevoli, di arricchire la città di un'importante galleria d'arte, che insieme ad una biblioteca (realizzata e intitolata "Painiana") e ad un museo di storia nazionale avrebbe dovuto accrescere il lustro della "sua" Messina. A tale scopo, con importanti acquisti aveva accumulato preziose collezioni di pitture antiche e moderne, sculture, mobili. L'isolato 131 di Messina era stato progettato per accogliere l'importante raccolta. Ma a seguito degli eventi bellici e delle mutate esigenze del popolo santo affidato al suo governo, il grande patrimonio artistico venne venduto per finanziare il funzionamento delle cucine economiche, che iniziarono ad erogare gratuitamente pasti caldi a partire dall'inverno 1943, l'acquisto di coperte e vestiario, distribuiti ai bisognosi della diocesi, e iniziarono immediatamente i lavori di ricostruzione della Basilica Cattedrale, che poté riaprire i battenti nell'agosto del 1947, ancor prima che fossero operanti le leggi relative ai finanziamenti per le riparazioni dei danni bellici. Fece innalzare la Stele della Madonna della Lettera, inaugurata nel 1934, e ricostruire nel 1947 per la Cattedrale, il grande organo dotato di 5 tastiere e 169 registri, dalla ditta Tamburini, in sostituzione del primo grande organo della stessa ditta, del 1930, che era andato perduto a causa dell'evento bellico.
In occasione dei lavori per la Cattedrale, l'arcivescovo Paino vendette persino la sua preziosa croce pettorale, donatagli dalla città nel 1929 a ricordo della prima apertura e dedicazione dopo i danni del tragico sisma del 1908 (la croce pettorale acquistata e gelosamente custodita dall'on. Uberto Bonino, gli fu ridonata dallo stesso il 20 giugno 1959, in occasione dei solenni festeggiamenti per il giubileo episcopale).
Principesco nel donarsi agli altri, riserbò la più assoluta povertà per sé. Povero e frugale nei suoi pasti, povero nei suoi abiti, povero nei suoi appartamenti privati in Episcopio ed in Seminario, ove si trasferì dopo le dimissioni.

### Azione pastorale
L'azione pastorale dell'arcivescovo Paino si estrinsecò in momenti forti e in numerose occasioni che seppe creare per offrire il sostanzioso alimento della predicazione e della meditazione. Vanno certamente menzionate le cosiddette missioni al popolo, affidate alla predicazione della Compagnia di San Paolo, dell'Opera del Cardinal Ferrari di Milano, nel 1929 e nel 1939. Altre Missioni furono, poi, organizzate nel 1945 e affidate ai Padri Gesuiti, nel 1948 e nel 1954, allorquando fu coinvolta l'intera arcidiocesi di Messina. Altri eventi, voluti, organizzati e gestiti in prima persona dall'arcivescovo Paino, furono importanti per la loro incidenza nella vita spirituale della Chiesa di Messina: nel 1934 il Congresso per l'apostolato della preghiera, nel 1937 il Congresso Eucaristico Diocesano dal quale scaturì un forte rilancio dell'insegnamento della dottrina cattolica in tutta l'arcidiocesi, nel 1948 la Peregrinatio Mariae con la sacra immagine della Madonna di Montalto che visitò tutte le parrocchie dell'arcidiocesi (Santuario di Montalto), nel 1949 a conclusione della Peregrinatio Mariae fu organizzato il Congresso Mariano. In occasione delle due riaperture al culto della Basilica Cattedrale di Messina, procedette all'affrancamento di tutti i pegni depositati al Monte di Pietà. Seppe circondarsi di validi collaboratori tra i quali mons. Pio Giardina, vescovo ausiliare e vicario generale e mons. Pantaleone Minutoli, rettore del Seminario Arcivescovile "S. Pio X" e vicario generale.
Della sua carità restano: l'Ospizio Collereale, con annessa casa per il clero, e quello delle Piccole Suore di Gazzi in Messina, gli orfanotrofi di Cristo Re con l'ex Istituto per sordomuti, ora affidato alla Congregazione dei Rogazionisti del Cuore di Gesù, un padiglione del sanatorio di Campo Italia donato all'Arciconfraternita dei Rossi insieme a diversi ettari di bosco.

## Genealogia episcopale e successione apostolica
La genealogia episcopale è:
- Cardinale Scipione Rebiba
- Cardinale Giulio Antonio Santori
- Cardinale Girolamo Bernerio, O.P.
- Arcivescovo Galeazzo Sanvitale
- Cardinale Ludovico Ludovisi
- Cardinale Luigi Caetani
- Cardinale Ulderico Carpegna
- Cardinale Paluzzo Paluzzi Altieri degli Albertoni
- Papa Benedetto XIII
- Papa Benedetto XIV
- Cardinale Enrico Enriquez
- Arcivescovo Manuel Quintano Bonifaz
- Cardinale Buenaventura Córdoba Espinosa de la Cerda
- Cardinale Giuseppe Maria Doria Pamphilj
- Papa Pio VIII
- Papa Pio IX
- Cardinale Raffaele Monaco La Valletta
- Cardinale Francesco Satolli
- Arcivescovo Letterio D'Arrigo Ramondini
- Arcivescovo Angelo Paino

La successione apostolica è:
- Vescovo Pio Giardina (1935)